# Anna Caspari Agerholt
Anna Caspari Agerholt (25 de julio de 1892 - 16 de agosto de 1943) fue una activista noruega por los derechos de las mujeres y escritora. Es recordada en particular por su innovadora obra Den norske kvinnebevegelses historie (La historia del movimiento de mujeres noruego), publicada en 1937. Agerholt fue una educadora pionera en estudios sociales, ofreciendo una serie de cursos de un año para el Norwegian National Women's Council (Norske Kvinners Nasjonalråd).

## Biografía
Nacida el 25 de julio de 1892 en Kristiania, Anna Caspari era hija de Josef Immanuel von Zezschwitz Caspari (1857-1952), un académico, y Vilhelmine Christiane Sømme (1863-1952). El 28 de diciembre de 1923, se casó con el archivero Peter Johan Agerholt (1890-1969).
Poco se sabe de su infancia, pero en 1910, cuando hizo el examen de matriculación Examen artium en la Escuela de Hamar, Caspari eligió escribir una composición en noruego sobre Kvindens stilling i samfundet før og nu (El lugar de la mujer en la sociedad antes y ahora). Continuó sus estudios de filología en la Universidad de Kristiania, graduándose como Cand.philol. en 1917. Al año siguiente obtuvo un diploma de enseñanza.
Inicialmente trabajó como profesora en escuelas secundarias en Lillehammer y Oslo, pero desde 1925 enseñó historia social y noruego en el Consejo Nacional de Mujeres de Noruega. De 1931 a 1950, fue responsable de los cursos de un año que eran la única opción para las mujeres que deseaban trabajar en el sector social. Además de sus artículos en varias revistas, en 1937 publicó su innovadora Den norske kvinnebevegelsens historie. Aunque inicialmente fue bien recibida por las organizaciones de mujeres, no fue hasta su reimpresión en 1973 que se convirtió en una obra de referencia básica para la historia de las mujeres en las universidades noruegas. Aunque enfatiza el período hasta 1913, cuando las mujeres noruegas obtuvieron por primera vez el derecho al voto en elecciones nacionales, también cubre de manera más general la lucha por la igualdad entre mujeres y hombres.
Agerholt estuvo activa en el movimiento de mujeres burgués, presidiendo el Norske Kvinnelige Akademikeres Landsforbund (Asociación Noruega de Mujeres Universitarias) de 1932 a 1934. Durante la ocupación alemana, durante un breve período fue secretaria del Consejo Nacional de Mujeres de Noruega. Asistió a muchas conferencias internacionales relacionadas con el movimiento de mujeres, asociándose estrechamente con destacadas activistas por los derechos de las mujeres.
Anna Caspari Agerholt murió en Oslo el 17 de agosto de 1943.